# Замок Атлон
Замок Атлон (англ. Athlone Castle, ирл. Caisleán na Baile Átha Luain) — замок Города Брода Луань — один из замков Ирландии, расположен в графстве Западный Мит, возле одноименного поселка Атлон. Замок построен в XII веке и является популярным туристическим объектом.

## История
Самые первые сообщения о замок Атлон датируются 1129 годом. На этом месте был построен замок типа «Мотт-и-Бейли» — деревянный замок на искусственном холме. Этот замок построил король ирландского королевства Коннахт Тайррделбах Ва Конхобайр для защиты своих владений: в то время Ирландия была разделена на королевства и владения кланов, между которыми шла война, власть верховного короля Ирландии была номинальной. Каменный замок Атлон, который стоит и поныне, был построен в 1210 году королем Англии Иоанном Безземельным и его юстициарием в Ирландии епископом Джоном де Греем Нориджем после англо-норманнского завоевания Ирландии. Замок был построен на границе земель захваченных Англией как форпост для захвата ирландского королевства Коннахт.
Замок представляет собой многоугольную башню, построенную на месте деревянного замка типа «Мотт-и-Бейли». Хотя замок был разрушен во время бесконечных войн в Ирландии, основные элементы замка сохранились. В свое время замок занимал стратегическое положение. В давние времена замок был окружен глубоким рвом, через который был перекинут мост.
Замок перестроили и дополнительно укрепили в конце XIII века (около 1276 года), когда замок был окружен дополнительной стеной с круглыми башнями по углам. Эта застройка, хоть и сильно измененная, частично сохранилась до нашего времени. В XVI веке замок был разрушен. Позже его отстроил сэр Уильям Барбазон — лорд-юстициарий Ирландии в 1547 году. В 1690-1691 году во время якобинских войн замок стал ареной боев и был сильно разрушен огнем артиллерии. Затем в замок попала молния и он сильно пострадал от пожара в 1697 году. Во времена наполеоновских войн замок снова был отреставрирован и укреплен, приспособлен для войны с использованием артиллерии — в те времена боялись вторжения наполеоновских войск в Ирландию и укрепляли замки для обороны. Ныне приземистые барабанные башни замка Атлон напоминают башни Мартелло наполеоновских времен, находящиеся возле Дублина.
На карте 1874 года изображен ряд объектов, которые не сохранились до нашего времени: офицерские дома, казармы солдат, артиллерийские помещение, гауптвахта, кухня, дома караула. Офицерские и солдатские казармы размещались в пяти отсеках, была еще двухэтажная казарма с фасадом на главную улицу. Это строения времен короля Георга, многие из которых датируются 1810 годом.
Исследование замка показало, что замок имел ряд интересных особенностей: специальные ворота для вылазок в стене замка, бойницы для лучников, пушечные амбразуры, амбразуры для ружей — следы перестроек разных эпох. Мост и ров просуществовали до XX века.
Сейчас замок является памятником истории и архитектуры национального значения, с 1966 года является частью музея Атлона. В 2012 году завершилась реставрация замка и замок был открыт для посетителей.